# نمول لاطئ
نمول لاطئ (الاسم العلمي:Alternanthera sessilis) هو نوع من النباتات يتبع جنس النمول من الفصيلة القطيفية.

## معرض صور

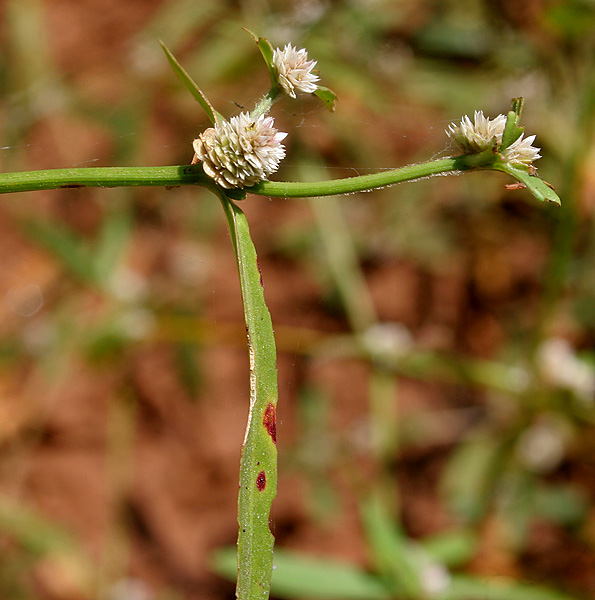
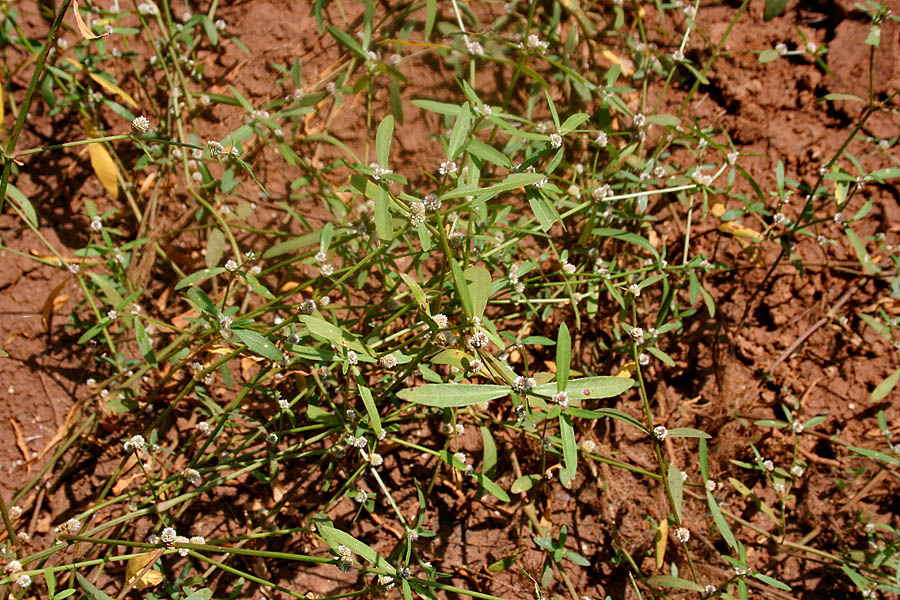
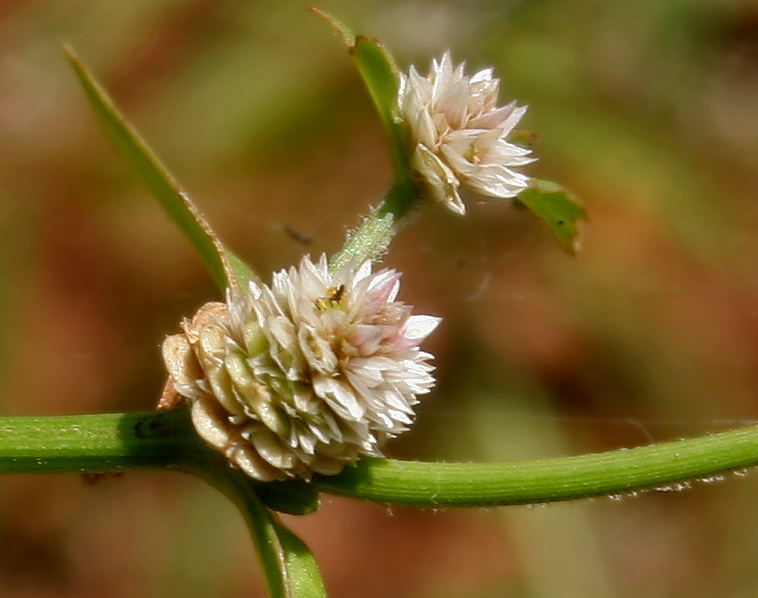